# Shawano, Wisconsin
Shawano là một thành phố thuộc quận Shawano, tiểu bang Wisconsin, Hoa Kỳ. Năm 2000, dân số của thành phố này là 8298 người.